# Lethades cingulator
Lethades cingulator är en stekelart som beskrevs av Hinz 1976. Lethades cingulator ingår i släktet Lethades och familjen brokparasitsteklar. Arten är reproducerande i Sverige. Inga underarter finns listade i Catalogue of Life.